# Nachgehender Leistungsanspruch
Der nachgehende Leistungsanspruch ist ein Leistungsanspruch im Recht der gesetzlichen Krankenversicherung in Deutschland. Er besteht für einen gewissen Zeitraum noch nach Ende der Mitgliedschaft (§ 19 SGB V). 

## Erläuterung
Der nachgehende Leistungsanspruch bedeutet, dass Versicherungspflichtige, deren Mitgliedschaft endet, noch für einen Monat nach dem Mitgliedschaftsende Leistungen der Krankenversicherung in Anspruch nehmen können. Besteht aus anderen Gründen Versicherungspflicht oder ein Anspruch auf eine Familienversicherung, so sind diese vorrangig gegenüber dem nachgehenden Leistungsanspruch. Voraussetzung für die Inanspruchnahme des nachgehenden Leistungsanspruchs ist weiterhin, dass keine Erwerbstätigkeit ausgeübt wird, worunter auch eine geringfügige Beschäftigung fällt. 
Stirbt ein Mitglied, so haben auch die mitversicherten Angehörigen einen Monat lang einen nachgehenden Leistungsanspruch gegenüber der Krankenkasse. Familienangehörige (nach § 10 SGB V) haben grundsätzlich auch einen nachgehenden Leistungsanspruch, beim Ausscheiden des Mitglieds (Hauptversicherten). Angehörige haben aber keinen Anspruch auf den nachgehenden Leistungsanspruch, wenn sie aus der Familienversicherung, z. B. durch Wegfall der Voraussetzungen (z. B. bei Scheidung), herausfallen.
Nach Kommentarmeinung gilt der nachgehende Leistungsanspruch analog für Leistungen der Pflegeversicherung.

## Fristverlauf
Die Frist beginnt am Tag nach dem Mitgliedschaftsende und endet am Tag mit der gleichen Nummer des Mitgliedschaftsende im darauffolgenden Monat. Spätestens am nächsten Tag muss man eine Beschäftigung aufgenommen oder eine Arbeitslosigkeit fristgerecht begonnen haben.
Ein konkretes Beispiel: Die Mitgliedschaft endet am 28. September. Sofern (spätestens) am 29. Oktober eine Beschäftigung oder Arbeitslosigkeit startet, besteht vom 29. September bis zum 28. Oktober (bzw. dem Tag vor der Beschäftigung oder Arbeitslosigkeit) ein nachgehender Leistungsanspruch.
Beispiel 2: Es wird als letzter Tag der Leistung des Arbeitslosengeldes der 30. Dezember bescheinigt. Die Monatsfrist beginnt am 31. Dezember und endet am 30. Januar. Wird am 31. Januar eine Beschäftigung aufgenommen, so besteht ein nachgehender Leistungsanspruch. Wird erst am 1. Februar eine Beschäftigung aufgenommen sind dazwischen 1 Monat und 1 Tag, hierfür sind Beiträge zur freiwilligen Versicherung zu leisten. Gleiches gilt für den Monatswechsel Juli/August.

## Hintergrund
Dadurch, dass gesetzlich Krankenversicherten (Pflichtversicherten) ein nachgehender Leistungsanspruch eingeräumt wird, ist ein durchgehender Leistungsanspruch sichergestellt, auch wenn eigentlich, z. B. bei einem Arbeitgeberwechsel, kurze Lücken im Versicherungsverlauf entstehen würden.
Der nachgehende Leistungsanspruch ist keine Versicherungszeit.